# Paravilla texana
Paravilla texana är en tvåvingeart som beskrevs av Hall 1981. Paravilla texana ingår i släktet Paravilla och familjen svävflugor. Inga underarter finns listade i Catalogue of Life.